# Kordian Józef Zamorski
Kordian Józef Zamorski (ur. 1 kwietnia 1890 w majątku Kołkówka, zm. 19 grudnia 1983 w Londynie) – generał brygady Wojska Polskiego, w 1966 mianowany przez władze emigracyjne generałem dywizji, komendant główny Policji Państwowej, wolnomularz, kawaler Orderu Virtuti Militari.

## Życiorys
Kordian Józef Zamorski urodził się 1 kwietnia 1890 roku w majątku Kołkówka, w rodzinie Arnolda i Wiktorii z Serafinów. Rodzinna wieś Kołkówka należała do parafii rzymskokatolickiej w Rzepienniku Biskupim, w ówczesnym powiecie gorlickim należącym do Królestwa Galicji i Lodomerii.
Uczył się w czteroklasowym VI Gimnazjum we Lwowie, a następnie w tamtejszym seminarium nauczycielskim. W latach 1910–1914 i 1917–1918 studiował malarstwo w Akademii Sztuk Pięknych w Krakowie u Józefa Mehoffera.
W czasie studiów działał w Związku Walki Czynnej i Związku Strzeleckim, w którym zajmował stanowiska komendanta sekcji, plutonu i kompanii oraz Szkoły Oficerskiej, którą sam ukończył w 1912 roku i z rąk Józefa Piłsudskiego otrzymał znak oficerski „Parasol”.
W okresie od sierpnia 1914 roku do lipca 1917 roku służył w I Brygadzie Legionów Polskich zajmując kolejno stanowiska: komendanta kompanii, instruktora w Szkole Podchorążych w Jabłonnie, dowódcy batalionu w 5 pułku piechoty, oficera sztabu I Brygady, dowódcy stacji etapowej i adiutanta 1 pułku piechoty. 29 września 1914 roku mianowany porucznikiem. Na podstawie rozkazu Nr 20698 c. i k. Naczelnej Komendy Armii z 31 grudnia 1915 roku został zwolniony z Legionów Polskich. 8 sierpnia 1916 roku, na wniosek c. i k. Komendy Legionów Polskich, c. i k. Naczelna Komenda Armii rozkazem Nr 16253 przywróciła mu szarżę porucznika legionowego.
Od jesieni 1916 w Polskim Korpusie Posiłkowym, m.in. w 1. Pułku Piechoty, stacjonującym w Modlinie. Tam zastał go kryzys przysięgowy, w czasie którego odmówił złożenia przysięgi. Zwolniony, otrzymał wezwanie do stawienia się w 16. Pułku Landwehry w Krakowie, gdzie uzyskał skierowanie na badania lekarskie; w ich wyniku w grudniu 1917 został uznany za niezdolnego do służby wojskowej i urlopowany na 12 miesięcy. Wstąpił do Polskiej Organizacji Wojskowej i został w niej komendantem Obwodu Krakowskiego.
Od listopada 1918 roku do 1919 roku organizował II batalion 5 pułku piechoty Legionów i dowodził nim w czasie bitwy o Lwów. W lutym 1919 roku w Ciechanowie zorganizował batalion zapasowy 32 pułku piechoty, a później został dowódcą II batalionu w tym samym pułku.
2 stycznia 1920 roku został słuchaczem II Kursu Szkoły Wojennej Sztabu Generalnego w Warszawie. 16 kwietnia tego roku skierowany został do dowództwa 2 Armii w celu odbycia praktyki sztabowej na stanowisku kwatermistrza. Praktykę odbył w czasie wojny z bolszewikami. W czasie ofensywy wojsk polskich i ukraińskich na Kijów 20 maja 1920 mianowany został szefem Oddziału I Polskiej Ekspozytury Wojskowej na Ukrainie, według Tadeusza Kryski-Karskiego i Stanisława Żurakowskiego był członkiem Misji Wojskowej przy rządzie Ukraińskiej Republiki Ludowej atamana Semena Petlury. Od 5 sierpnia tego roku dowodził oddziałem ochrony Warszawy, a 30 sierpnia mianowany został zastępcą szefa Oddziału III Naczelnego Dowództwa, pułkownika Tadeusza Piskora.
Od 2 stycznia 1921 roku kontynuował studia w Wyższej Szkole Wojennej. 6 września tego roku, po ukończeniu nauki, otrzymał tytuł oficera Sztabu Generalnego i przydział na stanowisko zastępcy szefa sztabu Grupy Operacyjnej „Bieniakonie”.
W latach 1921–1923 był dowódcą batalionu i zastępcą dowódcy 35 pułku piechoty w Brześciu. W latach 1923–1924 był szefem sztabu Dowództwa Okręgu Korpusu Nr III w Grodnie. Z dniem 15 maja 1924 został przeniesiony do 76 pułku piechoty w Grodnie na stanowisko dowódcy pułku. W październiku 1925 roku przydzielony został do Inspektoratu Armii Nr I na stanowisko I oficera sztabu. Od 5 czerwca 1926 roku pełnił obowiązki szefa Departamentu I Piechoty Ministerstwa Spraw Wojskowych w Warszawie. 21 czerwca 1927 roku został zwolniony ze stanowiska szefa departamentu i mianowany szefem Oddziału I Sztabu Głównego. Obowiązki szefa oddziału łączył z funkcją zastępcy szefa Sztabu Głównego. 
10 listopada 1930 roku Prezydent Rzeczypospolitej Ignacy Mościcki nadał mu stopień generała brygady. Jednocześnie zezwolił mu na nałożenie oznak nowego stopnia przed 1 stycznia 1931 roku.

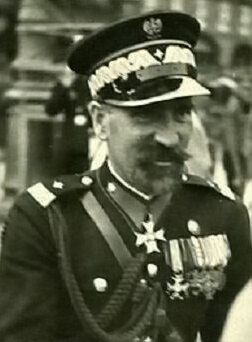
Józef Zamorski w mundurze gen. insp. Policji

Z dniem 25 stycznia 1935 roku zwolniony został ze stanowiska szefa Oddziału I SG WP i przeniesiony w stan nieczynny na okres 12 miesięcy z równoczesnym oddaniem do dyspozycji ministra spraw wewnętrznych, który wyznaczył go na stanowisko komendanta głównego Policji Państwowej.

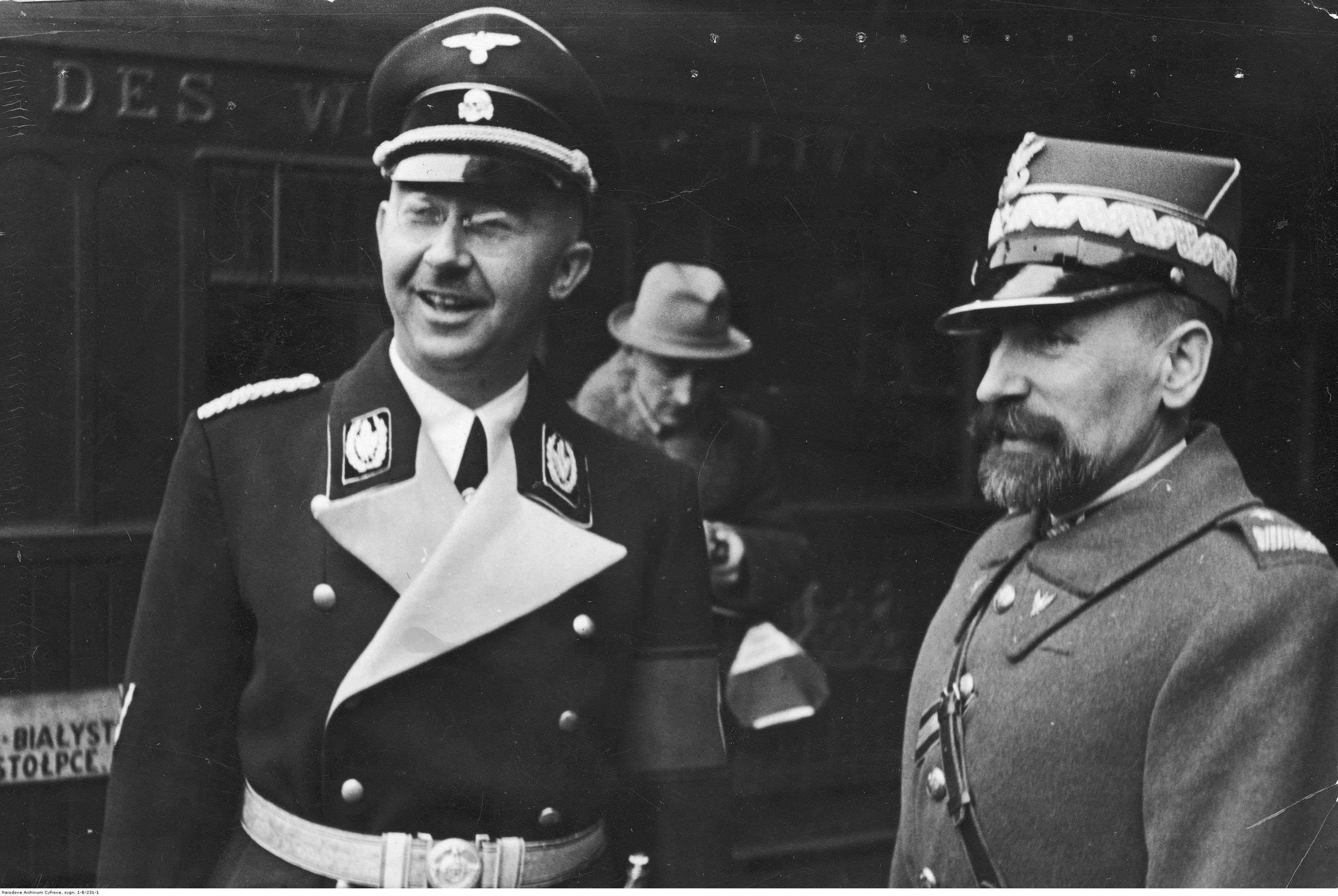
Zamorski wita na dworcu w Warszawie Heinricha Himmlera, 18 lutego 1939 roku

W 1938 roku uczestniczył w delegacji polskiej na zjeździe NSDAP w Norymberdze, gdzie pojawił się jako komendant policji, na zaproszenie komendanta niemieckiej Ordnungspolizei. 
Zamorski zaprosił do Polski Heinricha Himmlera. Himmler przybył do Warszawy 18 lutego 1939 roku. Na dworcu gościa witano z udziałem kompanii honorowej Szkoły Policji w Golędzinowie. Obecny był także ambasador Niemiec w Polsce, hrabia Hans-Adolf von Moltke. Generał Kordian-Zamorski towarzyszył Himmlerowi także w Białowieży.
W czasie obrony Warszawy wyjechał z miasta 6 września 1939. Ewakuował część kierownictwa Policji do Rumunii i na Węgry. Został internowany w obozie Băile Herculane. Po ucieczce z obozu, przez Turcję dotarł w listopadzie 1940 roku do Palestyny. Od listopada 1940 roku do sierpnia 1942 roku był komendantem Ośrodka Zapasowego Samodzielnej Brygady Strzelców Karpackich i pełniącym obowiązki dowódcy oddziałów Wojska Polskiego na Bliskim Wschodzie, a następnie zastępcą dowódcy tych oddziałów. W tym samym roku przeniesiony został w stan nieczynny. 
Po wojnie osiadł w Londynie. Był członkiem Ligi Niepodległości Polski. Został powołany do składu emigracyjnej Kapituły Orderu Odrodzenia Polski, 10 kwietnia 1961 wybrany Kanclerzem tego gremium. 
Prezydent RP August Zaleski awansował go na generała dywizji ze starszeństwem z 11 listopada 1966 roku w korpusie generałów. Zmarł 19 grudnia 1983 roku w Londynie.
Kordian Zamorski był członkiem lóż wolnomularskich Tomasz Zan w Wilnie, Le Droit Humain, Nepthys Mark Lodge, a ponadto członkiem jednej z warszawskich regularnych lóż wolnomularskich, podległych Wielkiej Loży Narodowej. Po wojnie utrzymywał kontakty z lożą emigracyjną „Kopernik” w Paryżu.

## Życie prywatne
Był żonaty z Leokadią Karpusową z Kamińskich, z którą miał dwóch synów: Jacka (ur. 1923) i Rafała (ur. 1928).

## Awanse
- porucznik – 29 września 1914 roku
- kapitan – 1918 rok
- major – 1918 rok
- podpułkownik – 1920 rok, zweryfikowany 3 maja 1922 roku ze starszeństwem z dniem 1 czerwca 1919 roku
- pułkownik – 31 marca 1924 roku ze starszeństwem z dniem 1 lipca 1923 roku i 14. lokatą w korpusie oficerów piechoty
- generał brygady – 1 stycznia 1931 roku ze starszeństwem z dniem 1 stycznia 1931 roku i 3. lokatą w korpusie generałów
- generał dywizji – 11 listopada 1966 roku

## Ordery i odznaczenia
- Krzyż Srebrny Orderu Wojskowego Virtuti Militari nr 7067[31] (17 maja 1922)[32]
- Wielka Wstęga Orderu Odrodzenia Polski (11 listopada 1966)[33]
- Krzyż Komandorski Orderu Odrodzenia Polski (11 listopada 1936)[34][35]
- Krzyż Niepodległości (20 stycznia 1931)[36]
- Krzyż Oficerski Orderu Odrodzenia Polski (10 listopada 1927)[37][31]
- Krzyż Walecznych (czterokrotnie, po raz 1 i 2 w 1922)[38][39][31]
- Złoty Krzyż Zasługi (18 marca 1932)[40]
- Krzyż Zasługi za Dzielność (7 sierpnia 1939)[41]
- Krzyż Zasługi Wojsk Litwy Środkowej (1926)[42][31]
- Medal Pamiątkowy za Wojnę 1918–1921[31]
- Medal Dziesięciolecia Odzyskanej Niepodległości[31]
- Znak oficerski „Parasol”
- Odznaka „Za wierną służbę”
- Order Gwiazdy Białej I klasy (Estonia, 1938)[43][44]
- Komandor Krzyża Wielkiego Orderu Trzech Gwiazd (Łotwa, 1936)[45]
- Wielki Oficer Orderu Trzech Gwiazd (Łotwa, 1934)[46]
- Wielki Oficer Orderu Korony Rumunii (Rumunia, 1931)[47][31]
- Wielki Oficer Orderu Lwa Białego (Czechosłowacja, 1932)[31][48]
- Wielki Oficer Orderu Korony Jugosłowiańskiej (Jugosławia, zezwolenie w 1933)[49][31]
- Order Krzyża Orła II klasy (Estonia, 1933)[50]
- Order Zasługi III klasy (Węgry)[31]
- Krzyż Komandorski Orderu Legii Honorowej (Francja)[31]
- Krzyż Komandorski Orderu Gwiazdy Rumunii (Rumunia, zezwolenie 1929)[51][31]
- Krzyż Komandorski Orderu Orła Białego (Jugosławia, zezwolenie 1929)[52][31]
- Krzyż Komandorski Orderu św. Sawy (Jugosławia)[31]